# Equidnófagos
Echidnophaga é um gênero de pulgas . Inclui espécies presentes na África, partes da Ásia, sul da Europa e Austrália.  As pulgas deste gênero permanecem presas ao hospedeiro num único local por longos períodos de tempo, causando inchaço e ulceração do tecido.  Para permanecerem presos por longos períodos, eles usam peças bucais especializadas,  que, em comparação com outras pulgas, são muito mais longas. 